# Мардер III
Мардер III је име за серију немачких ловаца на тенкове из Другог светског рата базираних на шасији чехословачког тенка Панцер 38(т). Произвођени су у периоду од 1942. до 1944. године и били су присутни на свим фронтовима до краја рата.

## Историја
Већ у почетној фази Операције Барбароса постало је јасно да је Вермахту потребно противтенковско оруђе које је јаче и мобилније од противтенковских оруђа која су се тада налазила у наоружању, као што је то био Панцерјагер I. Ова потреба је постала приоритет када су добро оклопљени совјетски тенкови Т-34 и КВ-1 почели да се појављују у већем броју.
Због тога је одлучено да се као прелазно решење искористи шасија застарелог немачког тенка Панцер II или шасија неког од заробљених возила, као што је то био француски артиљеријски трактор Лорен, као основа за израду новог ловца на тенкове. Као резултат, настала је серија ловаца на тенкове типа Мардер која је била нароужана немачким противтенковским топом ПаК 40 калибра 75 mm или руским дивизијским пољским топом Ф-22 Модел 1936 калибра 76.2 mm који је у великом броју заробљен у почетној фази Операције Барбароса.

## Развој

### Сд. Кфз 139 Мардер III (Sd.Kfz 139 Marder III)
Иако је Панцер 38(т), почетком 1942. године већ био увелико застарео, његова шасија је представљала одличну платформу за адаптацију у ловца на тенкове. Како је на почетку напада на Русију заробљен велики број совјетских пољских топова калибра 76.2 mm, одлучено је да се овај топ монтира на шасију тенка Панцер 38(т).
Да би то било могуће, са тенка Панцер 38(т) је уклољена купола, а оклопљена тело је замењено новог оклопљеном надградњом која је закивцима причвршћена за шасију. Борбено одљење, у којем се налазило главно наоружање било је отворено са горње и задње стране и веома слабо оклопљено. Оклопна заштита кретала се од 10 mm до 50 mm. Главни недостатак ове верзије била је њена велика силуета због чега је била рањива на непријатељску ватру.
На самом топу су извршене модификације како би могао да користи стандардну немачку муницију калибра 75 mm. Борбени комплет чинило је 30 граната овог калибра. Поред главног наоружања, у телу је био монитран и митраљез калибра 7.92 mm.
Овај ловац на тенкове ушао је у производњу под ознаком Сд. Кфз 139 Панцерјагер 38(т) са топом 7.62 cm ПаК36(р) (Sd.Kfz.139 Panzerjäger 38(t) für 7.62cm PaK36(r)). У периоду од априла 1942. године до 1943. године укупно је произведено 363 возила овог типа.

### Сд. Кфз 138 Мардер III модел Х (Sd.Kfz. 138 Marder III Ausf. H)
Следећа варијанта Мардер III је била наоружана стандардним немачким против-тенковским топом ПаК 40 калибра 75 mm монтираном на шасији тенка Панцер 38(т). Код верзије Х, мотор је био постављен у задњем делу оклопног тела (отуда и ознака модела Х скраћено од нем. Heckmotor за мотор смештен позади) док је борбено одељење, у којем се налазило главно наоружање, било постављено централно. Борбени комплет чинило је 38 граната калибра 75 mm. Главно наоружање могло је да се покреће 30 степени по хоризонталној равни улево и удесно, што је олакшавало нишањење. Као и претходна верзија и ова је поред главног наоружања била опремљена и митраљезом калибра 7.92 mm намењеним за блиску одбрану од непријатељске пешадије. Возило је било тешко 10.800 kg, а оклопна заштита се кретала од 8 до 50 mm.
Чешки шестоцилиндрични мотор Епа 2, снаге 140 КС омогућавао је овом возилу да развије брзину од 35 km/h на путу и досег од 240 km.
Пун назив ове верзије био је 7.5 cm Пак40/3 Панцеркампфваген 38 (т) Модел Х (Сд. Кфз. 138) (7.5cm PaK40/3 auf Panzerkampfwagen 38(t) Ausf. H (Sd Kfz 138)). Укупно је произведено 418 возила Мардер III Модел Х и то; 243 нова возила (која су израђена у периоду од новембра 1942. до априла 1943. год.) као и 175 возила која су настала конверзијом тенка Панцер 38(т), током 1943. године. Шасије возила Мардер III, Модел Х и М послужиле су и као основа за израду самоходног артиљеријског возила Грил наоружаног тешким пешадијским топом калибра 150 mm.

### Сд. Кфз. 138 Мардер III Модел М (Sd.Kfz. 138 Marder III Ausf. M)
Последња варијанта ловца на текове Мардер III такође је била базирана на шасији тенка Панцер 38(т) Модел М (М је скраћено од нем. Mittelmotor што значи да је мотор био смештен на средини шасије) и наоружања немачким против-тенковским топом Пак 40 калибра 75 mm. У овој варијанти, наоружање и борбено одељење су се налазили на задњем делу шасије. За разлику од претходни варијанти, борбено одељење је било затворено са задње стране али је његов горњи део још увек био отворен. Борбени комплет био је сачињен од само 27 граната калибра 75 mm. Модел М није имао митраљез у оклопљеном телу већ је митраљез МГ 34 или МГ 42 био монтиран на борбено одељење. Маса возила била је 10.500 kg, а маскимална оклопна заштита је износила 20 mm.
Чехословачки шестоцилиндрични мотор Епа АЦ, снаге 140 КС омогућавала је овом возилу да развије брзину од 42 km/h на путу и 24 km/h. Досег возила је био 180 km на путу и 140 km изван пута. 
Модел М је верзија Мардера која је произведена у највећеб броју. У периоду од 1943. године до почетка 1944. године укупно је произведено око 975 возила овог типа. Његов пун назив био је Сд. Кфз. 138, Панцерјагер 38(т) са топом 7.5 cm Пак40/3 Модел М (Sd.Kfz.138, Panzerjäger 38(t) mit 7.5cm PaK40/3 Ausf. M).

## Борбена историја
Различите варијанте ловца на тенкове Мардер III бориле су се на свим фронтовима у Другом светском рату иако је верзија Сд. Кфз. 139 углавном коришћена на Источном фронту док су поједини примерци стигли и до Туниса. Чак су и у фебруару 1945. године око 300 возила Модел М још увек била у употреби.
Мардер III се налазио у наоружању одељења ловаца на тенкове у саставу оклопних дивизија Вермахта и Вафен СС, као и неколико јединица Луфтвафе нпр. дивизије „Херман Геринг“.
Мардери су били механички поуздана возила, као и сва остала возила базирана на шасији чехословачког тенка 38т. Њихова ватрена моћ је била довољна да дејством са разумног растојања, уништи било које лако или средње оклопљено возило на бојишту
Слабост Мардера се углавном односила на њихову способност да опстану на бојишту. Комбинација високе силуете и отвореног борбено одељења учинила их је рањивим на индиректну артиљеријску ватру. Оклоп је такође био веома танак због чега у директном отвореном сукобу са непријатељским тенкоима нису имали никакве шансе.
Мардери нису били возила намењена за напад нити је требало да замене тенкове; њихово отворено борбено одељење значило је да је њихово ангажовање у борбама у урбаним подручјима веома ризично. Њихов квалитет долазио је до изражаја приликом одбрамбених дејстава са добро одабраних скривених положаја као и приликом стражарских дужности. Упркос својим слабостима били су много ефикаснији од класичних вучних против-тенковских топова.